# Vingt-huitième district congressionnel du Texas
Le 28e district congressionnel du Texas couvre une bande du sud profond du Texas commençant dans la banlieue est de San Antonio et se terminant à la frontière entre les États-Unis et le Mexique. Les villes entièrement ou partiellement comprises dans ce district comprennent Converse, Laredo, Rio Grande City et Universal City. Le 28e comprend The Alamo, un monument historique situé dans l'actuel centre-ville de San Antonio et qui joue un rôle central dans l'identité du Texas. Le Représentant actuel du 28e district est le Démocrate Henry Cuellar.

## Historique de vote

### Résultats sous les frontières actuelles (depuis 2023)[1]
| Année | Poste                 | Résultats                |
| ----- | --------------------- | ------------------------ |
| 2014  | Sénat                 | Alameel 51,0 % - 49,0 %  |
| 2014  | Gouverneur            | Davis 55,0 % - 45,0 %    |
| 2016  | Président             | Clinton 57,0 % - 38,0 %  |
| 2018  | Sénat                 | O’Rourke 59,0 % - 40,0 % |
| 2018  | Gouverneur            | Valdez 53,0 % - 46,0 %   |
| 2018  | Lieutenant-Gouverneur | Collier 57,0 % - 41,0 %  |
| 2018  | Procureur Général     | Nelson 59,0 % - 39,0 %   |
| 2020  | Président             | Biden 53,0 % - 46,0 %    |
| 2020  | Sénat                 | Hegar 52,0 % - 45,0 %    |
| 2022  | Gouverneur            | O’Rourke 52,0 % - 46,0 % |
| 2022  | Lieutenant-Gouverneur | Collier 50,0 % - 46,0 %  |
| 2022  | Procureur Général     | Garza 52,0 % - 45,0 %    |

## Liste des Représentants du district
| Membre                             | Parti     | Années                           | Congrès     | Histoire électorale | Zone géographique |
| ---------------------------------- | --------- | -------------------------------- | ----------- | --- | --- |
| District établit le 3 janvier 1993 |           |                                  |             | | |
| Frank Tejeda (en)                  | Démocrate | 3 janvier 1993 - 30 janvier 1997 | 103e - 105e | Élu en 1992. Réélu en 1994. Réélu en 1996. Décès. | 1993–2003 Atascosa, Duval, Frio, Jim Hogg, La Salle, McMullen, Starr, Wilson et Zapata; parties de Bexar, Comal, Guadalupe et Jim Wells |
| Vacant                             | Vacant    | 30 janvier 1997 - 17 avril 1997  | 105e        | | 1993–2003 Atascosa, Duval, Frio, Jim Hogg, La Salle, McMullen, Starr, Wilson et Zapata; parties de Bexar, Comal, Guadalupe et Jim Wells |
| Ciro Rodriguez                     | Démocrate | 17 avril 1997 - 3 janvier 2005   | 105e - 108e | Élu pour terminer le mandat de Tejeda. Réélu en 1998. Réélu en 2000. Réélu en 2002. Perd sa renomination.                                                          | 1993–2003 Atascosa, Duval, Frio, Jim Hogg, La Salle, McMullen, Starr, Wilson et Zapata; parties de Bexar, Comal, Guadalupe et Jim Wells |
| Ciro Rodriguez                     | Démocrate | 17 avril 1997 - 3 janvier 2005   | 105e - 108e | Élu pour terminer le mandat de Tejeda. Réélu en 1998. Réélu en 2000. Réélu en 2002. Perd sa renomination.                                                          | 2003–2005 Atascosa, Duval, Frio, Jim Hogg, Jim Wells, La Salle, McMullen, Starr et Zapata; parties de Bexar et Hidalgo                  |
| Henry Cuellar                      | Démocrate | 3 janvier 2005 - Présent         | 109e - 119e | Élu en 2004. Réélu en 2006. Réélu en 2008. Réélu en 2010. Réélu en 2012. Réélu en 2014. Réélu en 2016. Réélu en 2018. Réélu en 2020. Réélu en 2022. Réélu en 2024. | 2005–2007 Atascosa, Frio, Guadalupe, La Salle, McMullen, Webb, Wilson et Zapata; parties de Bexar, Comal et Hays                        |
| Henry Cuellar                      | Démocrate | 3 janvier 2005 - Présent         | 109e - 119e | Élu en 2004. Réélu en 2006. Réélu en 2008. Réélu en 2010. Réélu en 2012. Réélu en 2014. Réélu en 2016. Réélu en 2018. Réélu en 2020. Réélu en 2022. Réélu en 2024. | 2007–2013 Atascosa, Frio, Guadlupe, Jim Hogg, La Salle, McMullen, Starr, Webb, et Zapata; parties de Bexar et Hidalgo                   |
| Henry Cuellar                      | Démocrate | 3 janvier 2005 - Présent         | 109e - 119e | Élu en 2004. Réélu en 2006. Réélu en 2008. Réélu en 2010. Réélu en 2012. Réélu en 2014. Réélu en 2016. Réélu en 2018. Réélu en 2020. Réélu en 2022. Réélu en 2024. | 2013–2023 Atascosa, McMullen, Starr, Webb et Zapata; parties de Bexar, Hidalgo, La Salle et Wilson                                      |
| Henry Cuellar                      | Démocrate | 3 janvier 2005 - Présent         | 109e - 119e | Élu en 2004. Réélu en 2006. Réélu en 2008. Réélu en 2010. Réélu en 2012. Réélu en 2014. Réélu en 2016. Réélu en 2018. Réélu en 2020. Réélu en 2022. Réélu en 2024. | 2023–Présent Atascosa, Bexar (en partie), Duval, Guadalupe (en partie), Jim Hogg, McMullen, Starr, Webb et Zapata                       |

## Résultats des récentes élections
Voici les résultats des dix précédents cycles électoraux dans le district.

### 2004
| Élection de 2004 du 28e district congressionnel du Texas | Élection de 2004 du 28e district congressionnel du Texas | Élection de 2004 du 28e district congressionnel du Texas | Élection de 2004 du 28e district congressionnel du Texas | Élection de 2004 du 28e district congressionnel du Texas |
| -------------------------------------------------------- | -------------------------------------------------------- | -------------------------------------------------------- | -------------------------------------------------------- | -------------------------------------------------------- |
| Parti                                                    | Parti                                                    | Candidat                                                 | Votes                                                    | %                                                        |
|                                                          | Démocrate                                                | Henry Cuellar                                            | 106 323                                                  | 59,0                                                     |
|                                                          | Républicain                                              | James Hopson                                             | 69 538                                                   | 38,6                                                     |
|                                                          | Libertarien                                              | Ken Ashby                                                | 4305                                                     | 2,4                                                      |
| Total des votes                                          | Total des votes                                          | Total des votes                                          | 180 166                                                  | 100 %                                                    |
|                                                          | Les Démocrates conservent                                |                                                          |                                                          |                                                          |

### 2006
| Élection de 2004 du 28e district congressionnel du Texas | Élection de 2004 du 28e district congressionnel du Texas | Élection de 2004 du 28e district congressionnel du Texas | Élection de 2004 du 28e district congressionnel du Texas | Élection de 2004 du 28e district congressionnel du Texas |
| -------------------------------------------------------- | -------------------------------------------------------- | -------------------------------------------------------- | -------------------------------------------------------- | -------------------------------------------------------- |
| Parti                                                    | Parti                                                    | Candidat                                                 | Votes                                                    | %                                                        |
|                                                          | Démocrate                                                | Henry Cuellar (sortant)                                  | 52 574                                                   | 67,6                                                     |
|                                                          | Républicain                                              | Frank Enriquez                                           | 15 798                                                   | 20,3                                                     |
|                                                          | Indépendant                                              | Ron Avery                                                | 9383                                                     | 12,1                                                     |
| Total des votes                                          | Total des votes                                          | Total des votes                                          | 77 755                                                   | 100 %                                                    |
|                                                          | Les Démocrates conservent                                |                                                          |                                                          |                                                          |

### 2008
| Élection de 2008 du 28e district congressionnel du Texas | Élection de 2008 du 28e district congressionnel du Texas | Élection de 2008 du 28e district congressionnel du Texas | Élection de 2008 du 28e district congressionnel du Texas | Élection de 2008 du 28e district congressionnel du Texas |
| -------------------------------------------------------- | -------------------------------------------------------- | -------------------------------------------------------- | -------------------------------------------------------- | -------------------------------------------------------- |
| Parti                                                    | Parti                                                    | Candidat                                                 | Votes                                                    | %                                                        |
|                                                          | Démocrate                                                | Henry Cuellar (sortant)                                  | 123 494                                                  | 68,7                                                     |
|                                                          | Républicain                                              | Jim Fish                                                 | 52 524                                                   | 29,2                                                     |
|                                                          | Libertarien                                              | Ross Lynn Leone                                          | 3722                                                     | 2,1                                                      |
| Total des votes                                          | Total des votes                                          | Total des votes                                          | 179 740                                                  | 100 %                                                    |
|                                                          | Les Démocrates conservent                                |                                                          |                                                          |                                                          |

### 2010
| Élection de 2010 du 28e district congressionnel du Texas | Élection de 2010 du 28e district congressionnel du Texas | Élection de 2010 du 28e district congressionnel du Texas | Élection de 2010 du 28e district congressionnel du Texas | Élection de 2010 du 28e district congressionnel du Texas |
| -------------------------------------------------------- | -------------------------------------------------------- | -------------------------------------------------------- | -------------------------------------------------------- | -------------------------------------------------------- |
| Parti                                                    | Parti                                                    | Candidat                                                 | Votes                                                    | %                                                        |
|                                                          | Démocrate                                                | Henry Cuellar (sortant)                                  | 62 773                                                   | 56,34                                                    |
|                                                          | Républicain                                              | Bryan Underwood                                          | 46 740                                                   | 41,95                                                    |
|                                                          | Libertarien                                              | Stephen Kaat                                             | 1889                                                     | 1,7                                                      |
| Total des votes                                          | Total des votes                                          | Total des votes                                          | 111 402                                                  | 100 %                                                    |
|                                                          | Les Démocrates conservent                                |                                                          |                                                          |                                                          |

### 2012
| Élection de 2012 du 28e district congressionnel du Texas | Élection de 2012 du 28e district congressionnel du Texas | Élection de 2012 du 28e district congressionnel du Texas | Élection de 2012 du 28e district congressionnel du Texas | Élection de 2012 du 28e district congressionnel du Texas |
| -------------------------------------------------------- | -------------------------------------------------------- | -------------------------------------------------------- | -------------------------------------------------------- | -------------------------------------------------------- |
| Parti                                                    | Parti                                                    | Candidat                                                 | Votes                                                    | %                                                        |
|                                                          | Démocrate                                                | Henry Cuellar (sortant)                                  | 112 456                                                  | 67,89                                                    |
|                                                          | Républicain                                              | William R. Hayward                                       | 49 309                                                   | 29,77                                                    |
|                                                          | Libertarien                                              | Patrick Hisel                                            | 2473                                                     | 1,49                                                     |
|                                                          | Vert                                                     | Michael D. Cary                                          | 1407                                                     | 0,85                                                     |
| Total des votes                                          | Total des votes                                          | Total des votes                                          | 165 645                                                  | 100 %                                                    |
|                                                          | Les Démocrates conservent                                |                                                          |                                                          |                                                          |

### 2014
| Élection de 2014 du 28e district congressionnel du Texas | Élection de 2014 du 28e district congressionnel du Texas | Élection de 2014 du 28e district congressionnel du Texas | Élection de 2014 du 28e district congressionnel du Texas | Élection de 2014 du 28e district congressionnel du Texas |
| -------------------------------------------------------- | -------------------------------------------------------- | -------------------------------------------------------- | -------------------------------------------------------- | -------------------------------------------------------- |
| Parti                                                    | Parti                                                    | Candidat                                                 | Votes                                                    | %                                                        |
|                                                          | Démocrate                                                | Henry Cuellar (sortant)                                  | 62 508                                                   | 82,1                                                     |
|                                                          | Libertarien                                              | Will Alkens                                              | 10 153                                                   | 13,3                                                     |
|                                                          | Vert                                                     | Michael D. Cary                                          | 3475                                                     | 4,6                                                      |
| Total des votes                                          | Total des votes                                          | Total des votes                                          | 76 136                                                   | 100 %                                                    |
|                                                          | Les Démocrates conservent                                |                                                          |                                                          |                                                          |

### 2016
| Élection de 2016 du 28e district congressionnel du Texas | Élection de 2016 du 28e district congressionnel du Texas | Élection de 2016 du 28e district congressionnel du Texas | Élection de 2016 du 28e district congressionnel du Texas | Élection de 2016 du 28e district congressionnel du Texas |
| -------------------------------------------------------- | -------------------------------------------------------- | -------------------------------------------------------- | -------------------------------------------------------- | -------------------------------------------------------- |
| Parti                                                    | Parti                                                    | Candidat                                                 | Votes                                                    | %                                                        |
|                                                          | Démocrate                                                | Henry Cuellar (sortant)                                  | 122 086                                                  | 66,2                                                     |
|                                                          | Républicain                                              | Zeffen Hardin                                            | 57 740                                                   | 31,3                                                     |
|                                                          | Vert                                                     | Michael D. Cary                                          | 4616                                                     | 2,5                                                      |
| Total des votes                                          | Total des votes                                          | Total des votes                                          | 184 442                                                  | 100 %                                                    |
|                                                          | Les Démocrates conservent                                |                                                          |                                                          |                                                          |

### 2018
| Élection de 2018 du 28e district congressionnel du Texas | Élection de 2018 du 28e district congressionnel du Texas | Élection de 2018 du 28e district congressionnel du Texas | Élection de 2018 du 28e district congressionnel du Texas | Élection de 2018 du 28e district congressionnel du Texas |
| -------------------------------------------------------- | -------------------------------------------------------- | -------------------------------------------------------- | -------------------------------------------------------- | -------------------------------------------------------- |
| Parti                                                    | Parti                                                    | Candidat                                                 | Votes                                                    | %                                                        |
|                                                          | Démocrate                                                | Henry Cuellar (sortant)                                  | 117 494                                                  | 84,4                                                     |
|                                                          | Libertarien                                              | Arthur Thomas IV                                         | 21 732                                                   | 15,6                                                     |
| Total des votes                                          | Total des votes                                          | Total des votes                                          | 139 226                                                  | 100 %                                                    |
|                                                          | Les Démocrates conservent                                |                                                          |                                                          |                                                          |

### 2020
| Élection de 2020 du 28e district congressionnel du Texas | Élection de 2020 du 28e district congressionnel du Texas | Élection de 2020 du 28e district congressionnel du Texas | Élection de 2020 du 28e district congressionnel du Texas | Élection de 2020 du 28e district congressionnel du Texas |
| -------------------------------------------------------- | -------------------------------------------------------- | -------------------------------------------------------- | -------------------------------------------------------- | -------------------------------------------------------- |
| Parti                                                    | Parti                                                    | Candidat                                                 | Votes                                                    | %                                                        |
|                                                          | Démocrate                                                | Henry Cuellar (sortant)                                  | 137 494                                                  | 58,3                                                     |
|                                                          | Républicain                                              | Sandra Whitten                                           | 91 925                                                   | 39,0                                                     |
|                                                          | Libertarien                                              | Bekah Congdon                                            | 6425                                                     | 2,7                                                      |
| Total des votes                                          | Total des votes                                          | Total des votes                                          | 235 844                                                  | 100 %                                                    |
|                                                          | Les Démocrates conservent                                |                                                          |                                                          |                                                          |

### 2022
| Primaire Démocrate de 2022 du 28e district congressionnel du Texas | Primaire Démocrate de 2022 du 28e district congressionnel du Texas | Primaire Démocrate de 2022 du 28e district congressionnel du Texas | Primaire Démocrate de 2022 du 28e district congressionnel du Texas | Primaire Démocrate de 2022 du 28e district congressionnel du Texas |
| ------------------------------------------------------------------ | ------------------------------------------------------------------ | ------------------------------------------------------------------ | ------------------------------------------------------------------ | ------------------------------------------------------------------ |
| Parti                                                              | Parti                                                              | Candidat                                                           | Votes                                                              | %                                                                  |
|                                                                    | Démocrate                                                          | Henry Cuellar (sortant)                                            | 23 988                                                             | 48,7                                                               |
|                                                                    | Démocrate                                                          | Jessica Cisneros                                                   | 22 983                                                             | 46,6                                                               |
|                                                                    | Démocrate                                                          | Tannya Benavides                                                   | 2324                                                               | 4,7                                                                |

| Second Tour de la Primaire Démocrate de 2022 du 28e district congressionnel du Texas | Second Tour de la Primaire Démocrate de 2022 du 28e district congressionnel du Texas | Second Tour de la Primaire Démocrate de 2022 du 28e district congressionnel du Texas | Second Tour de la Primaire Démocrate de 2022 du 28e district congressionnel du Texas | Second Tour de la Primaire Démocrate de 2022 du 28e district congressionnel du Texas |
| ------------------------------------------------------------------------------------ | ------------------------------------------------------------------------------------ | ------------------------------------------------------------------------------------ | ------------------------------------------------------------------------------------ | ------------------------------------------------------------------------------------ |
| Parti                                                                                | Parti                                                                                | Candidat                                                                             | Votes                                                                                | %                                                                                    |
|                                                                                      | Démocrate                                                                            | Henry Cuellar (sortant)                                                              | 22 895                                                                               | 50,3                                                                                 |
|                                                                                      | Démocrate                                                                            | Jessica Cisneros                                                                     | 22 614                                                                               | 49,7                                                                                 |

| Primaire Républicaine de 2022 du 28e district congressionnel du Texas | Primaire Républicaine de 2022 du 28e district congressionnel du Texas | Primaire Républicaine de 2022 du 28e district congressionnel du Texas | Primaire Républicaine de 2022 du 28e district congressionnel du Texas | Primaire Républicaine de 2022 du 28e district congressionnel du Texas |
| --------------------------------------------------------------------- | --------------------------------------------------------------------- | --------------------------------------------------------------------- | --------------------------------------------------------------------- | --------------------------------------------------------------------- |
| Parti                                                                 | Parti                                                                 | Candidat                                                              | Votes                                                                 | %                                                                     |
|                                                                       | Républicain                                                           | Cassy Garcia                                                          | 5923                                                                  | 23,5                                                                  |
|                                                                       | Républicain                                                           | Sandra Whitten                                                        | 4534                                                                  | 18,0                                                                  |
|                                                                       | Républicain                                                           | Steven Fowler                                                         | 3388                                                                  | 13,5                                                                  |
|                                                                       | Républicain                                                           | Willie Vasquez Ng                                                     | 3358                                                                  | 13,3                                                                  |
|                                                                       | Républicain                                                           | Ed Cabrera                                                            | 3343                                                                  | 13,3                                                                  |
|                                                                       | Républicain                                                           | Eric Hohman                                                           | 2988                                                                  | 11,9                                                                  |
|                                                                       | Républicain                                                           | Rolando Rodriguez                                                     | 1622                                                                  | 6,4                                                                   |

| Second Tour de la Primaire Républicaine de 2022 du 28e district congressionnel du Texas | Second Tour de la Primaire Républicaine de 2022 du 28e district congressionnel du Texas | Second Tour de la Primaire Républicaine de 2022 du 28e district congressionnel du Texas | Second Tour de la Primaire Républicaine de 2022 du 28e district congressionnel du Texas | Second Tour de la Primaire Républicaine de 2022 du 28e district congressionnel du Texas |
| --------------------------------------------------------------------------------------- | --------------------------------------------------------------------------------------- | --------------------------------------------------------------------------------------- | --------------------------------------------------------------------------------------- | --------------------------------------------------------------------------------------- |
| Parti                                                                                   | Parti                                                                                   | Candidat                                                                                | Votes                                                                                   | %                                                                                       |
|                                                                                         | Républicain                                                                             | Cassy Garcia                                                                            | 8485                                                                                    | 57,0                                                                                    |
|                                                                                         | Républicain                                                                             | Sandra Whitten                                                                          | 6413                                                                                    | 43,0                                                                                    |

| Élection de 2022 du 28e district congressionnel du Texas | Élection de 2022 du 28e district congressionnel du Texas | Élection de 2022 du 28e district congressionnel du Texas | Élection de 2022 du 28e district congressionnel du Texas | Élection de 2022 du 28e district congressionnel du Texas |
| -------------------------------------------------------- | -------------------------------------------------------- | -------------------------------------------------------- | -------------------------------------------------------- | -------------------------------------------------------- |
| Parti                                                    | Parti                                                    | Candidat                                                 | Votes                                                    | %                                                        |
|                                                          | Démocrate                                                | Henry Cuellar (sortant)                                  | 93 803                                                   | 56,7                                                     |
|                                                          | Républicain                                              | Cassy Garcia                                             | 71 778                                                   | 43,3                                                     |
| Total des votes                                          | Total des votes                                          | Total des votes                                          | 165 581                                                  | 100 %                                                    |
|                                                          | Les Démocrates conservent                                |                                                          |                                                          |                                                          |

### 2024
| Primaire Démocrate de 2024 du 28e district congressionnel du Texas | Primaire Démocrate de 2024 du 28e district congressionnel du Texas | Primaire Démocrate de 2024 du 28e district congressionnel du Texas | Primaire Démocrate de 2024 du 28e district congressionnel du Texas | Primaire Démocrate de 2024 du 28e district congressionnel du Texas |
| ------------------------------------------------------------------ | ------------------------------------------------------------------ | ------------------------------------------------------------------ | ------------------------------------------------------------------ | ------------------------------------------------------------------ |
| Parti                                                              | Parti                                                              | Candidat                                                           | Votes                                                              | %                                                                  |
|                                                                    | Démocrate                                                          | Henry Cuellar (sortant)                                            | 35 550                                                             | 100%                                                               |

| Primaire Républicaine de 2024 du 28e district congressionnel du Texas | Primaire Républicaine de 2024 du 28e district congressionnel du Texas | Primaire Républicaine de 2024 du 28e district congressionnel du Texas | Primaire Républicaine de 2024 du 28e district congressionnel du Texas | Primaire Républicaine de 2024 du 28e district congressionnel du Texas |
| --------------------------------------------------------------------- | --------------------------------------------------------------------- | --------------------------------------------------------------------- | --------------------------------------------------------------------- | --------------------------------------------------------------------- |
| Parti                                                                 | Parti                                                                 | Candidat                                                              | Votes                                                                 | %                                                                     |
|                                                                       | Républicain                                                           | Jay Furman                                                            | 12 036                                                                | 44,8                                                                  |
|                                                                       | Républicain                                                           | Lazaro Garza Jr.                                                      | 7283                                                                  | 27,1                                                                  |
|                                                                       | Républicain                                                           | Jose Sanz                                                             | 5502                                                                  | 20,5                                                                  |
|                                                                       | Républicain                                                           | Jimmy Leon                                                            | 2021                                                                  | 7,5                                                                   |

| Second Tour de la Primaire Républicaine de 2024 du 28e district congressionnel du Texas | Second Tour de la Primaire Républicaine de 2024 du 28e district congressionnel du Texas | Second Tour de la Primaire Républicaine de 2024 du 28e district congressionnel du Texas | Second Tour de la Primaire Républicaine de 2024 du 28e district congressionnel du Texas | Second Tour de la Primaire Républicaine de 2024 du 28e district congressionnel du Texas |
| --------------------------------------------------------------------------------------- | --------------------------------------------------------------------------------------- | --------------------------------------------------------------------------------------- | --------------------------------------------------------------------------------------- | --------------------------------------------------------------------------------------- |
| Parti                                                                                   | Parti                                                                                   | Candidat                                                                                | Votes                                                                                   | %                                                                                       |
|                                                                                         | Républicain                                                                             | Jay Furman                                                                              | 8297                                                                                    | 65,3                                                                                    |
|                                                                                         | Républicain                                                                             | Lazaro Garza Jr.                                                                        | 4410                                                                                    | 34,7                                                                                    |

| Élection de 2024 du 28e district congressionnel du Texas | Élection de 2024 du 28e district congressionnel du Texas | Élection de 2024 du 28e district congressionnel du Texas | Élection de 2024 du 28e district congressionnel du Texas | Élection de 2024 du 28e district congressionnel du Texas |
| -------------------------------------------------------- | -------------------------------------------------------- | -------------------------------------------------------- | -------------------------------------------------------- | -------------------------------------------------------- |
| Parti                                                    | Parti                                                    | Candidat                                                 | Votes                                                    | %                                                        |
|                                                          | Démocrate                                                | Henry Cuellar (sortant)                                  | 125 490                                                  | 52,8                                                     |
|                                                          | Républicain                                              | Jay Furman                                               | 112 117                                                  | 47,2                                                     |
| Total des votes                                          | Total des votes                                          | Total des votes                                          | 237 607                                                  | 100 %                                                    |
|                                                          | Les Républicains conservent                              |                                                          |                                                          |                                                          |